# Fentons reagens
Fentons reagens is genoemd naar de Brit Henry John Horstman Fenton die het in de jaren 1890 ontwikkelde. Het bestaat uit een oplossing van waterstofperoxide waaraan een ijzer-katalysator is toegevoegd (gewoonlijk ijzer(II)sulfaat).
Het reagens is een sterke oxidator die in staat is gechloreerde organische moleculen zoals trichloorethaan en hexachloorethaan te degraderen. Het wordt daarom wel gebruikt voor de verwijdering van dergelijke verontreinigingen uit (afval)water.
(1) Fe2+ + H2O2 → Fe3+ + OH· + OH−
(2) Fe3+ + H2O2 → Fe2+ + OOH· + H+
Tweewaardig ijzer (Fe2+) wordt geoxideerd door waterstofperoxide tot driewaardig ijzer (Fe3+), waarbij een hydroxylradicaal en een hydroxideanion worden gevormd (reactie 1). Het driewaardig ijzer wordt weer gereduceerd door waterstofperoxide, waarbij een peroxideradicaal en een waterstofion ontstaan (reactie 2). De nettoreactie is de vorming van twee radicalen en water uit twee moleculen waterstofperoxide, waarbij ijzer enkel als katalysator optreedt. De gevormde vrije radicalen zijn zeer reactief en reageren met aanwezige organische moleculen (RH) waarbij weer andere radicalen ontstaan. Zo ontstaat een cascade van reacties (de cascade stopt wanneer twee radicalen met elkaar combineren):
(3) OH· + RH → H2O + R·
In het foto-Fentonproces gebruikt men UV-straling samen met Fentons reagens. In aanwezigheid van UV-straling wordt driewaardig ijzer, gevormd in reactie (1) weer omgezet tot tweewaardig ijzer met de vorming van een nieuw hydroxylradicaal:
(2') Fe3+ + H2O → Fe2+ + OH· + H+
De behandeling van organische verontreinigingen met Fentons reagens heeft als voornaamste voordelen dat ze gebruikmaakt van goedkope en niet-toxische hulpstoffen (H2O2-oplossing en FeSO4), en dat ze niet-selectief is en gebruikt kan worden voor de verwijdering van veel verschillende organische stoffen.